# Língua nso
Nso (Lamnso, Lamnsɔ’) é uma língua dos Grassfields do oeste de Camarões falada por cerca de 240 mil pessoas do povo nos. Uns poucos ainda vivem na Nigéria. The ISO 639-3 code is lns.

## Escrita
Nso usa uma ortografia baseada no Alfabeto Geral das Línguas dos Camarões (AGLC). Uma ortografia foi inicialmente criada antes de ser modificada para seguir as recomendações do AGLC.
| a | b | c | d | e | ə | f | g | h | i | j | k | l | m | n | ŋ | o | p | r | s | t | u | v | w | y | z | ʼ |

Nso usa 23 dígrafos bv, dz, gb, gh, gv, gw, jw, kf, kp, kw, mb, mf, mt, mv, nj, ns, nt, ny, ŋg, ŋk, ŋw , sh, ts e 7 trigrafos ghv, mbv, ndz, nsh, ŋgv, ŋgw, shw. As vogais longas são indicadas dobrando a vogal aa, ee, əə, ii, oo, uu. Ditongos são anotadosay, ey, əy, oy, uy, iy.
O tom alto é indicado com o acento agudo e o tom baixo com o acento grave na vogal.

## Vocabulário
Os substantivos se dividem em dez classes.

### Frases
- Beri wo. Obrigado.
- Wiykijung. Você é bem-vindo.
- A sahka? Que novidades? (Saudações).
- Sah ka yo dzə. Sem notícias (Responder) ou M bo sa. Estou bem.
- Yirannia. Bom dia.
- A sahka mbuni. Como você dormiu?
- Aresi nia. Boa tarde.
- yi ginia. Boa noite.
- Buni kijung. Durma bem.
- A ber ni kibveshi. Tchau até amanhã.
- Njemse jungsi. Bons sonhos.
- Wuna wosa. E para você.
- Nyuy sævi wo. Deus te abençoe (Saudações).
- Vishi vejungvi. Boa sorte.
- Ghan kijung. Boa viagem.
- Fo mo. Dê-me.
- A du fe? Aonde você vai?
- Yir yee dzə la? Qual é o seu nome?
- Yir yem dzə Luckong. Meu nome é Luckong.
- A dzə wan la? De quem você é filho?
- M dzə wan Lukong. Eu sou filho de Lukong.
- Fon Nso dze la? Quem é o governante tradicional de Nso?
- Jing yar mo. Estou com fome.
- Ki long ki yum mo. Estou com sede.
- M kong wo. Eu te amo.
- Marir mo. Case comigo.
- A do fe. Aonde você vai?

### Nomes de animais
- baa: leopardo
- jwi: cachorro
- kan: macaco
- kitam: elefante
- bvèreh: leão
- shishuiy: duiker
- bvey: cabra
- njii: ovelha
- nyaar: búfalo
- buhn: esquilo
- yo: serpente
- kinchiiy: críquete
- taa ngam: aranha
- ngam: tarântula
- kuurra: hiena
- ngvev: galinha
- kibev: bode
- kibar: lagarto
- kiliim: morcego

### Outras palavras
- shuy: sol
- mindzev: água
- ngwa: livro
- nanar: abacaxi
- lav: casa
- kitukelav: telhado
- nsaalav: andar
- shulav: porta
- ntah: cadeira
- gham: tapete
- nton: panela
- bowl: (normalmente uma tigela pequena)
- bar: xícara
- nkaa: cesta
- sum: fazenda
- minkkah: lenha
- shishuur: pimenta
- chinyuu: colher
- mintanin: junção
- la'cu: casa de adoração (igreja)
- kitengteng: veículo
- sang: arroz
- kitukelav: telhado
- saav: arquivo
- tu': batata irlandesa
- mbulam: batata doce
- kiku': cocoyam
- kingom: banana
- nyam: carne
- mbang: bengala
- yiy: mãe (mãe)
- tar: pai (pai)
- jemir: irmã (parente)
- tamir: irmão (parente)
- feer: relativo (Um sentido geral. Exemplo: * M dze feer wo: Eu sou seu parente)

### Adjetivos
- lum: quente
- rə : frio.
- Sen: escuro.
- Fer: branco
- Shi'ir: amargo.
- Nyom: doce

## Amostra de texto
Á dzə̀ə́ wir dzə̀m réŋréŋ fó ghvəm wùn à fó ghày, á yo’ dzə̀ə́ wir msòŋ ji kwàn. Wìr dzə̀m k̀m k fómo woo fó kwà’tì wùn à fó vifii, a wù kér fó a yiì e wùmò’ woo wír moo fə́r və.
Português
Todos os seres humanos nascem livres e iguais em dignidade e direitos. Eles são dotados de razão e consciência e devem agir uns para com os outros com espírito de fraternidade. (Artigo 1º da Declaração Universal dos Direitos Humanos)